# Безошибочность Библии

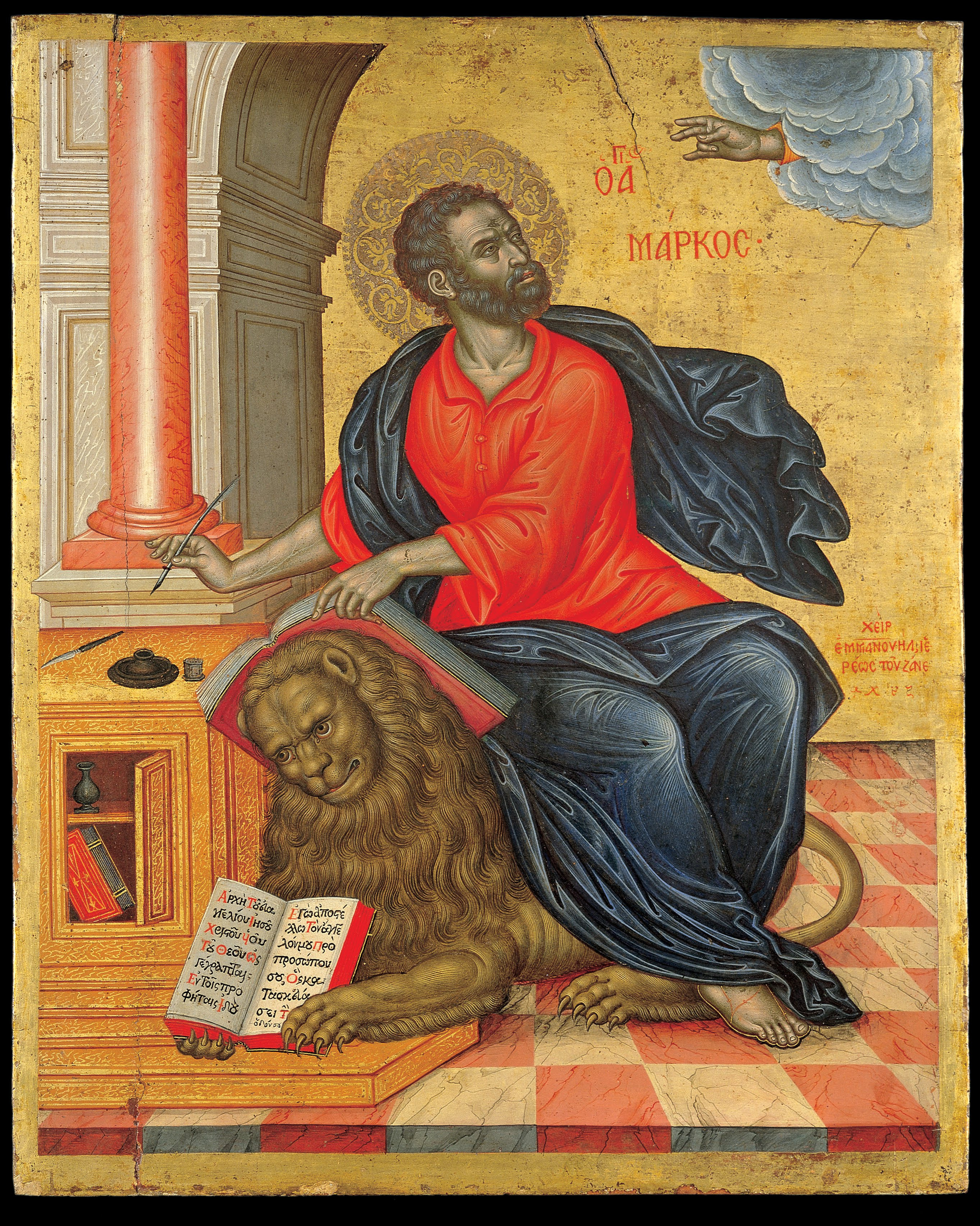
Марк евангелист, Эммануил Цанес, 1657

Безошибочность Библии — представление, что Священное Писание сверхъестественным образом было защищено от ошибок, а потому заслуживает полного доверия и обладает уникальным авторитетом. Считается богословским следствием богодухновенности, более общего понятия. Категории богодухновенности и безошибочности происходят из традиционного христианского богословия, но аналогичных представлений относительно своих писаний придерживается большинство ортодоксальных и консервативных иудеев. Безошибочность предполагает истинность, правдивость всего, что утверждает Священное Писание. Сопутствующие богословские концепции, такие как «авторитет и непогрешимость», также стремятся доказать полную надёжность Библии как уникального слова Божьего.
Вопросы безошибочности или границ безошибочности библейского текста как богодухновенного являются предметами богословского осмысления. Современное учение о безошибочности Библии сформировалось как реакция на представления католиков о непогрешимости папы Римского и Церкви, а также на либеральные богословские тенденции. Термин не встречается до XIX века, и современные протестантские фундаменталисты часто используют его в разделяющем и полемическом смысле. Фундаменталисты утверждали, что модернистские богословы XIX века неверно истолковали или отвергли ряд доктрин, особенно безошибочность Библии, которые фундаменталисты считали основами христианской веры.
Многие современные богословы избегают термина «безошибочность»: с одной стороны, он претендует на слишком многое, фокусируясь на тотальном исключении ошибок, а не на отсутствии обмана, как подчёркивали отцы ранней Церкви; с другой же стороны, термин описывает слишком мало, поскольку лишь несуществующие ныне автографы оригинальных рукописей считаются безошибочными и признаётся, что более поздние копии содержат ошибки.
Хотя сам термин появился недавно и вызывает споры, но концепция абсолютной истинности и надёжности всего, что утверждает писание, является частью как еврейской, так и христианской традиции. Традиционный ислам описывает Коран в тех же терминах. Те книги, которые раввины относили к категории «оскверняющих руки» и, следовательно, к Священным Писаниям, высоко почитались в конце I века н. э., как указывает Иосиф Флавий: «Хотя уже минули долгие века, никто не осмеливался ни прибавить, ни убавить, ни изменить слог; и у каждого еврея со дня его рождения есть потребность считать их постановлениями Божьими, соблюдать их и, если понадобится, с радостью умереть за них». Еврейские Священные Писания были священны для Иисуса и его последователей, и евангельские традиции представляют, что он считал их неизменными и неприкосновенными с человеческой точки зрения. Для Иисуса и авторов Нового Завета эти книги были писаниями.
Ещё в святоотеческий период истории христианства были сформулированы тезисы: Бог является единственным источником Откровения, автором Библии в собственном смысле; записавшие священные книги, пророки и апостолы, есть лишь орудия, инструменты в руках Бога, записавшие писания под диктовку Святого Духа; авторство Бога гарантирует безошибочность Библии; богодухновенным является каждое слово Библии.
В некотором роде итог католических богословских теорий богодухновенности был подведён Вторым Ватиканским собором, догматическая конституция которого «О Божественном Откровении» (Dei Verbum) представляет собой возврат к декларативному принципу. В ней обозначены границы понимания богодухновенности в качестве богооткровенной истины Библии, которая устанавливает священный и канонический статус книг Священного Писания. Конституция рассматривает Библию как безошибочную в сфере спасения, Бог именуется автором Священного Писания, а священнописатели Библии рассматриваются как настоящие, богодухновенные авторы, обладавшие собственными способностями и силами (DV 11).